# 청운초등학교 (경북)
청운초등학교는 경상북도 청송군 청송읍 청운리에 있었던 초등학교이다.

## 연혁
- 1955년 4월 1일 청송국민학교 청운분교 설립 인가 및 개교
- 1967년 6월 29일 교사 신축 이전
- 1967년 8월 3일 국민학교 승격 인가
- 1968년 3월 5일 청운국민학교 승격 분리
- 1970년 2월 13일 제1회 졸업식
- 1996년 ?월 ??일 제27회 졸업식, 12명 졸업(누계: 980명)
- 1996년 3월 1일 폐교 및 청송초등학교 통폐합